# فرانکو دی جاکومو
فرانکو دی جاکومو (ایتالیایی: Franco Di Giacomo؛ ‏ ۱۸ سپتامبر ۱۹۳۲ – ۳۰ آوریل ۲۰۱۶) فیلم‌بردار اهل ایتالیا بود که کارش را با دستیاری آلدو تونتی در سینمای ایتالیا آغاز کرد.

## گزیدهٔ آثار
- رستاخیز (۲۰۰۱)
- شام (۱۹۹۸)
- داستان یک جوان فقیر (۱۹۹۵)
- ایل پوستینو: پستچی (۱۹۹۴)
- پول (۱۹۹۱)
- جواهرفروشی (۱۹۸۸)
- ای پادشاه (۱۹۸۹)
- چشمان سیاه (۱۹۸۷)
- کازابلانکا، کازابلانکا (۱۹۸۵)
- چشم، چشم بد، جعفری و رازیانه (۱۹۸۳)
- دنیای دن کامیلو (۱۹۸۳)
- شب سن لورنزو (۱۹۸۲)
- بادی به غرب می‌رود (۱۹۸۱)
- همه چیز برای من اتفاق می‌افتد (۱۹۸۰)
- علفزار (۱۹۷۹)
- کلانتر و بچه ماهواره‌ای (۱۹۷۹)
- عشق‌های من (۱۹۷۸)
- به من میگن بولدوزر (۱۹۷۸)
- اردک در سس پرتقال (۱۹۷۵)
- لیبرا، عشق من (۱۹۷۵)
- عشق و انرژی (۱۹۷۵)
- دلدادگی (۱۹۷۴)
- چهار مگس روی مخمل خاکستری (۱۹۷۱)